# Luke Morley
Luke Morley (Londra, 19 luglio 1960) è un chitarrista, compositore e produttore discografico britannico celebre per essere membro della band hard rock/heavy metal Thunder.

## Biografia
Nato a Londra, in precedenza era un membro del gruppo degli anni '80 Terraplane, che successivamente divenne Thunder.
Nel 2009, quando i Thunder hanno annunciato che si stavano sciogliendo, Luke è diventato il chitarrista della rock band The Union, che ha formato con Peter Shoulder.

## Discografia

### Solista
- 2001 - El Gringo Retro
- 2019 - Danny and Luke
- 2023 - Songs From The Blue Room

### Con i Thunder
- 1990 - Back Street Symphony
- 1992 - Laughing on Judgement Day
- 1995 - Behind Closed Doors
- 1996 - The Thrill of It All
- 1999 - Giving the Game Away
- 2003 - Shooting at the Sun
- 2005 - The Magnificent Seventh
- 2008 - Bang!
- 2015 - Wonder Days
- 2017 - Rip It up
- 2019 - Please Remain Seated
- 2021 - All the Right Noises
- 2022 - Dopamine

### Con i Terraplane
- 1985 - Black and White
- 1987 - Movin Target